# Hütten
Hütten é uma comuna da Suíça, no Cantão Zurique, com cerca de 881 habitantes. Estende-se por uma área de 7,24 km², de densidade populacional de 122 hab/km². Confina com as seguintes comunas: Feusisberg (SZ), Menzingen (ZG), Oberägeri (ZG), Richterswil, Schönenberg, Wollerau (SZ).
A língua oficial nesta comuna é o Alemão.